# Lippstadt
Lippstadt település Németországban, azon belül Észak-Rajna-Vesztfália tartományban. Lakosainak száma 69 047 fő (2023. december 31.). Lippstadt Rietberg, Delbrück, Salzkotten, Geseke, Erwitte, Bad Sassendorf, Lippetal, Wadersloh és Langenberg községekkel határos.
1184-ben vagy 1185-ben alapította Bernhard II. (Lippe). Lippstadt Vesztfália városai közül az első olyan, amelyik nem egy kisebb településből fokozatosan épült ki, hanem szabad területen, tervek alapján húzták fel a falait.

## Népesség
A település népességének változása:
| Lakosok száma | 63 040 | 67 233 | 67 936 | 67 901 | 68 007 | 68 890 | 69 047 |
|               | 1975   | 2015   | 2017   | 2019   | 2021   | 2022   | 2023   |